# Lycophotia nitescens
Lycophotia nitescens är en fjärilsart som beskrevs av Franz Dannehl 1925. Lycophotia nitescens ingår i släktet Lycophotia och familjen nattflyn. Inga underarter finns listade i Catalogue of Life.